# عشقه‌ایان
عَشَقه‌ایان (Araliaceae) تیره‌ای از آستریدها است که تیره آرالیا (به خاطر سرده شاخص آن، آرالیا) یا تیره هدرا نیز نامیده می‌شود. این خانواده شامل ۲۵۴ گونه از گیاهان علفی یک یا چند ساله، درختچه‌ها و درخت‌ها، در دو زیرتیره است.
معمولاً عشقه‌ایان علفی بالارونده یک یا چندساله هستند و به‌ندرت گونه‌هایی با درختچه چوبی به ارتفاع ۳۰ سانتی‌متر تا سه متر در میان آنها وجود دارد. این گیاهان پراکندگی جهانی دارند؛ بسیاری از گونه‌های این سرده علف‌های هرز مزاحم یا گونه مهاجم محسوب می‌شوند، اما گاه برای گل‌های زیبایشان کاشته می‌شوند.

## زیرتیره‌ها و سرده‌ها
- آرالیا
- آرالیای پابلند
- فاتسیا (رده)
- هدرا
- جینسنگ
- آب بشقابی (سرده)
- آب بشقاب

## نگارخانه

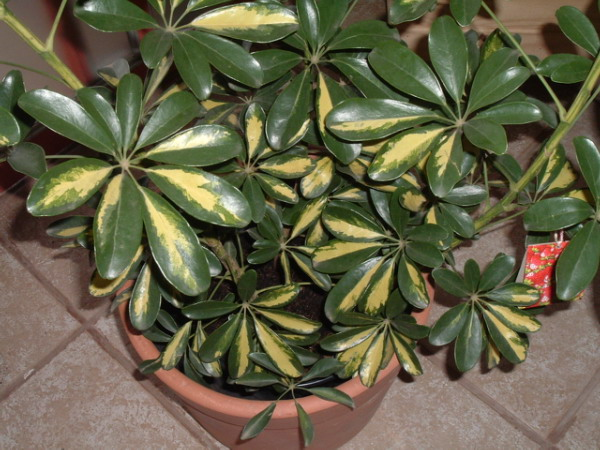
شفلرا آربوریکلا
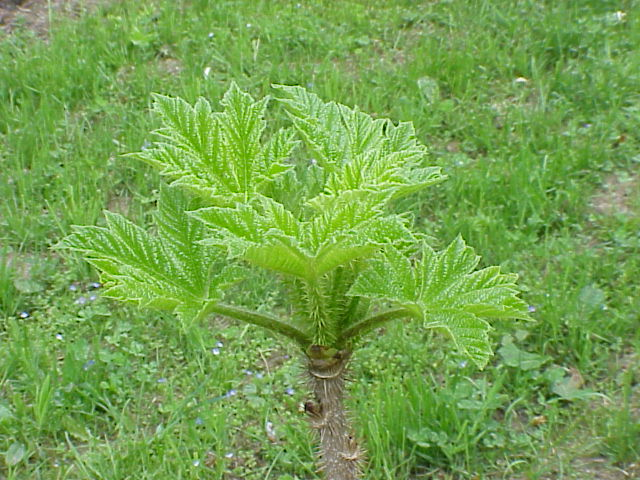
Devil's club (Oplopanax horridus)
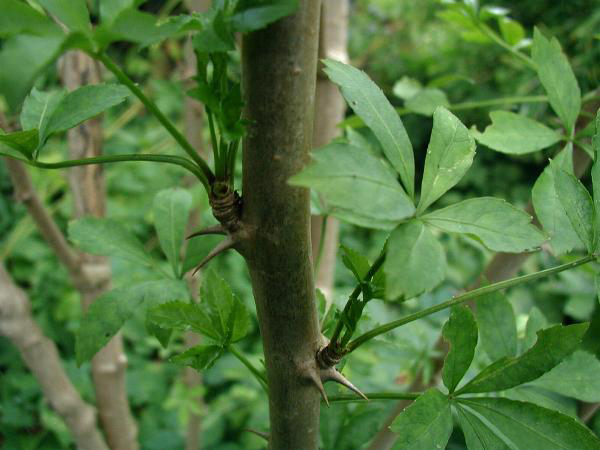
Eleutherococcus sieboldianus
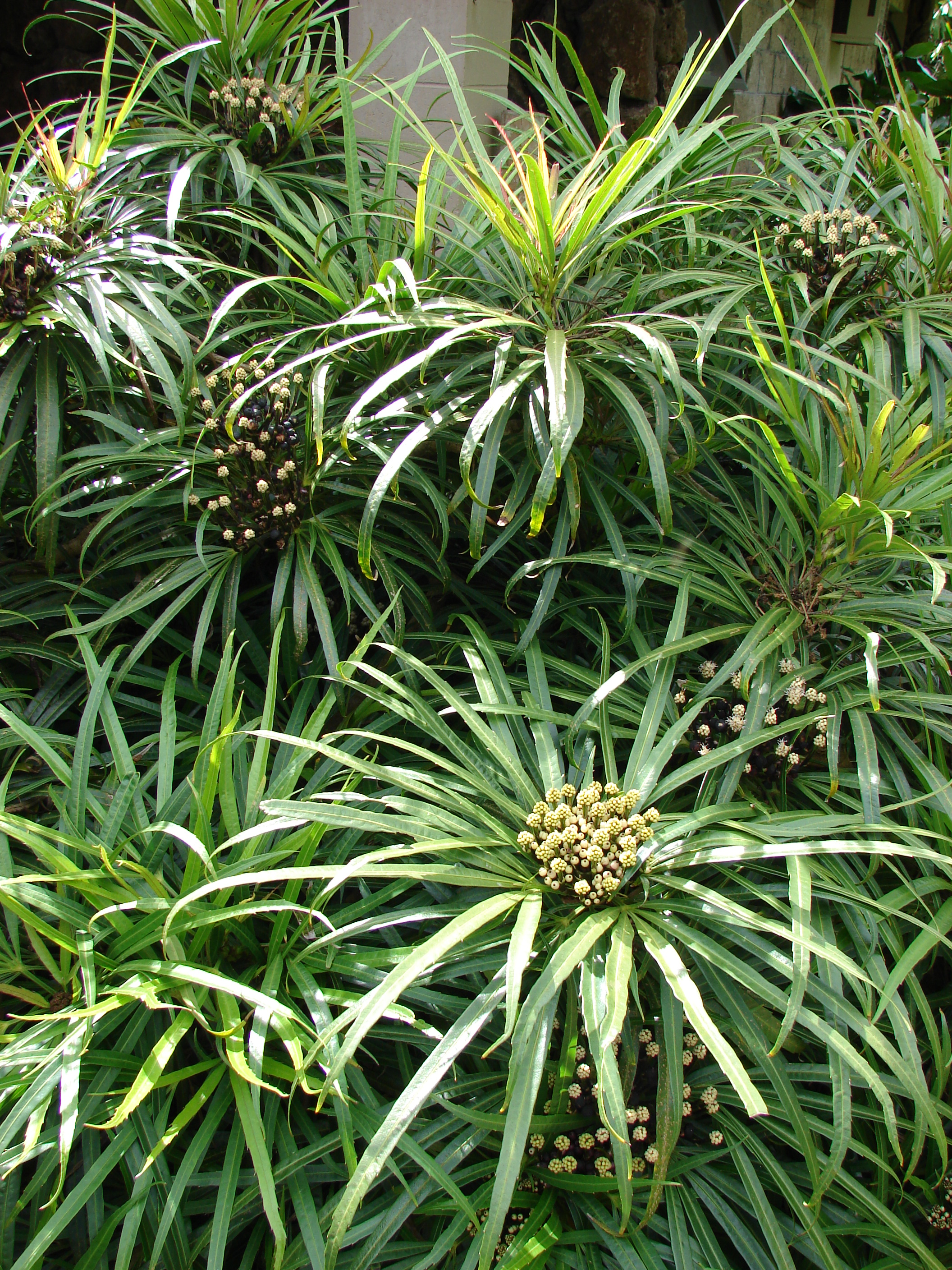
Osmoxylon lineare
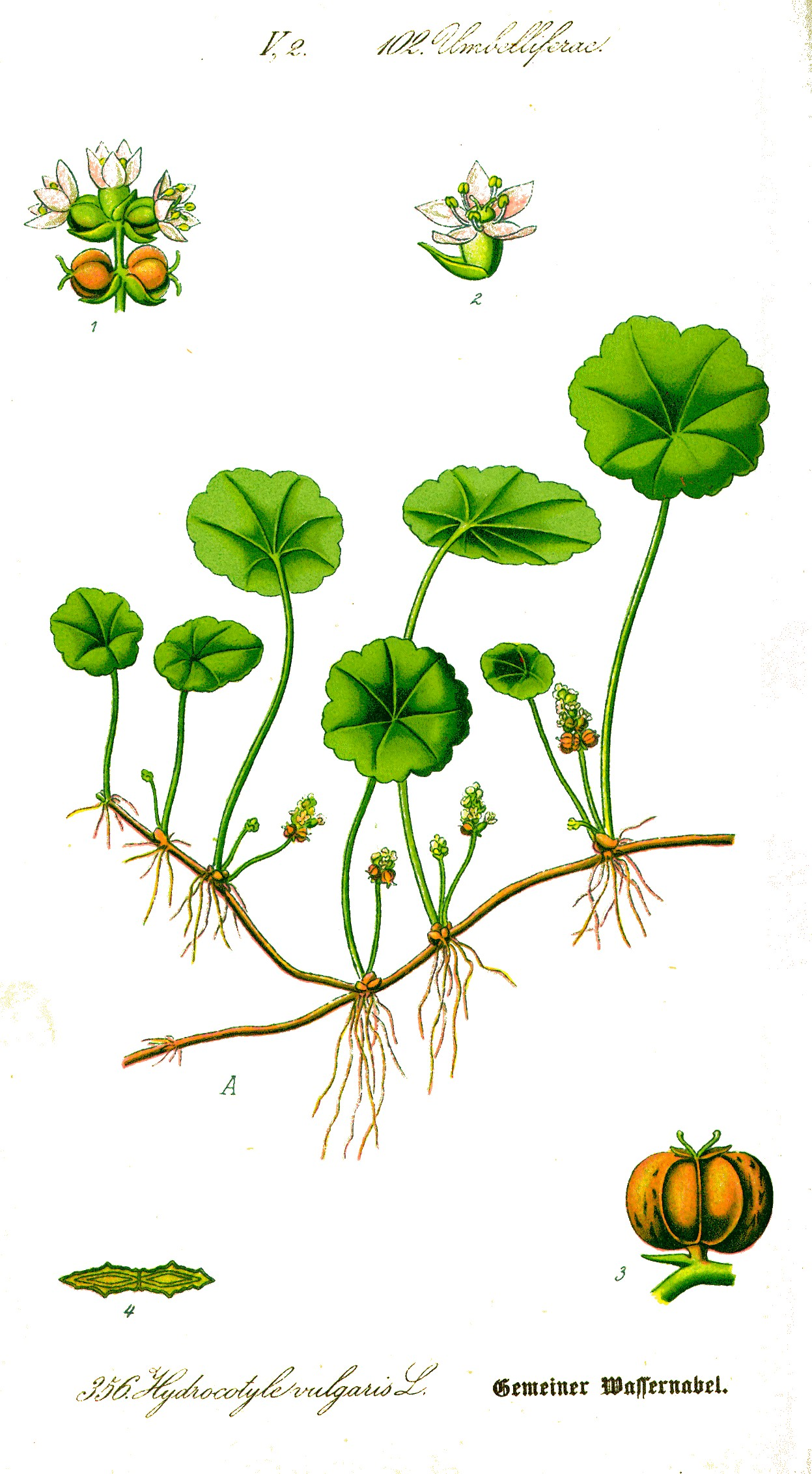
Hydrocotyle vulgaris
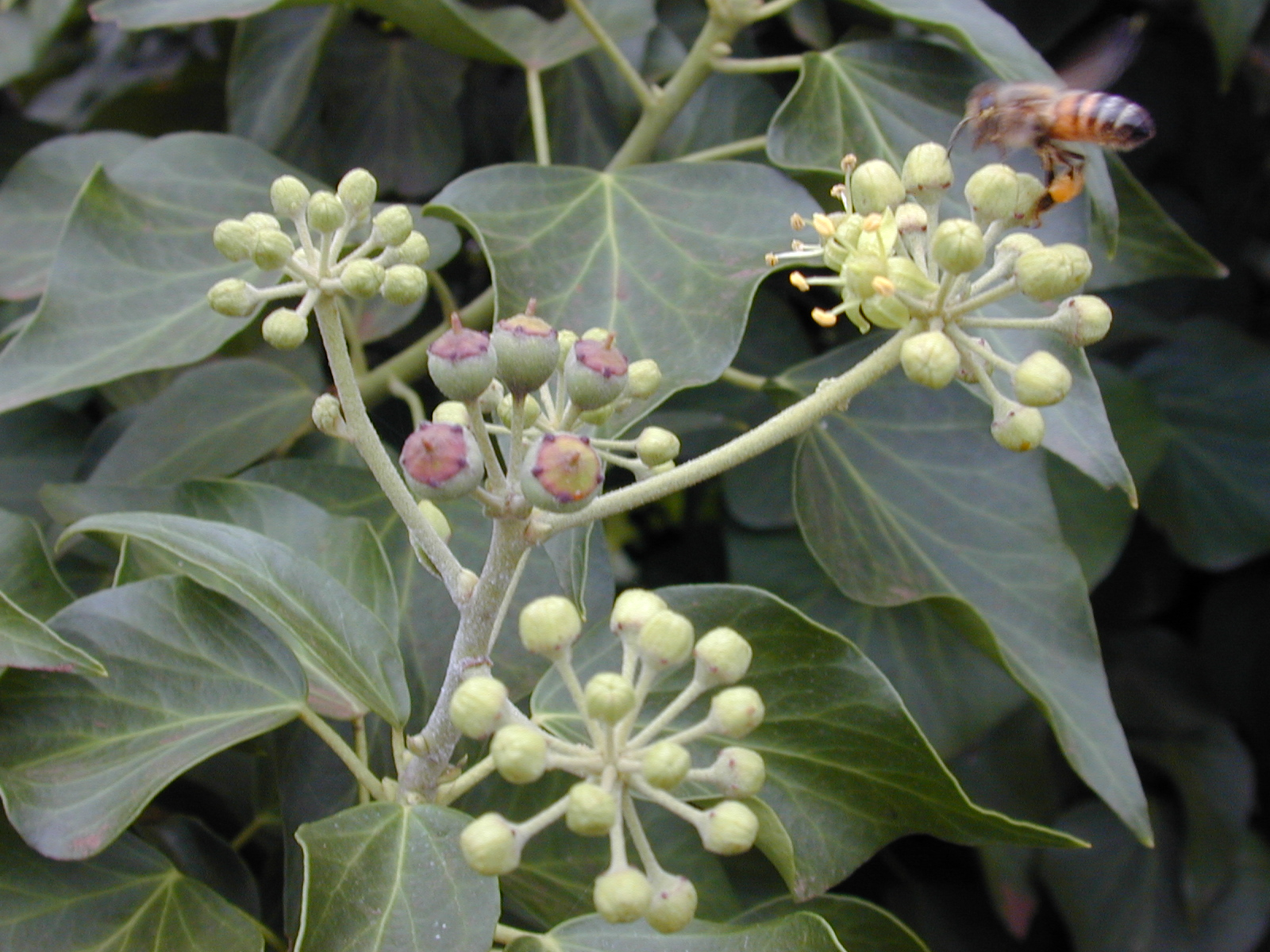
پاپیتالHedera helix
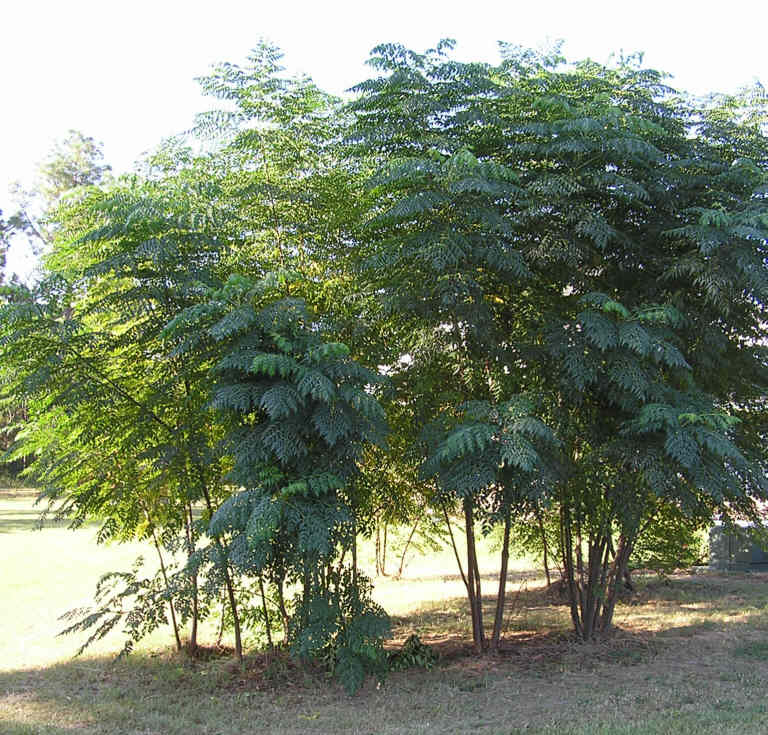
آرالیا اسپینوزا (Aralia spinosa)
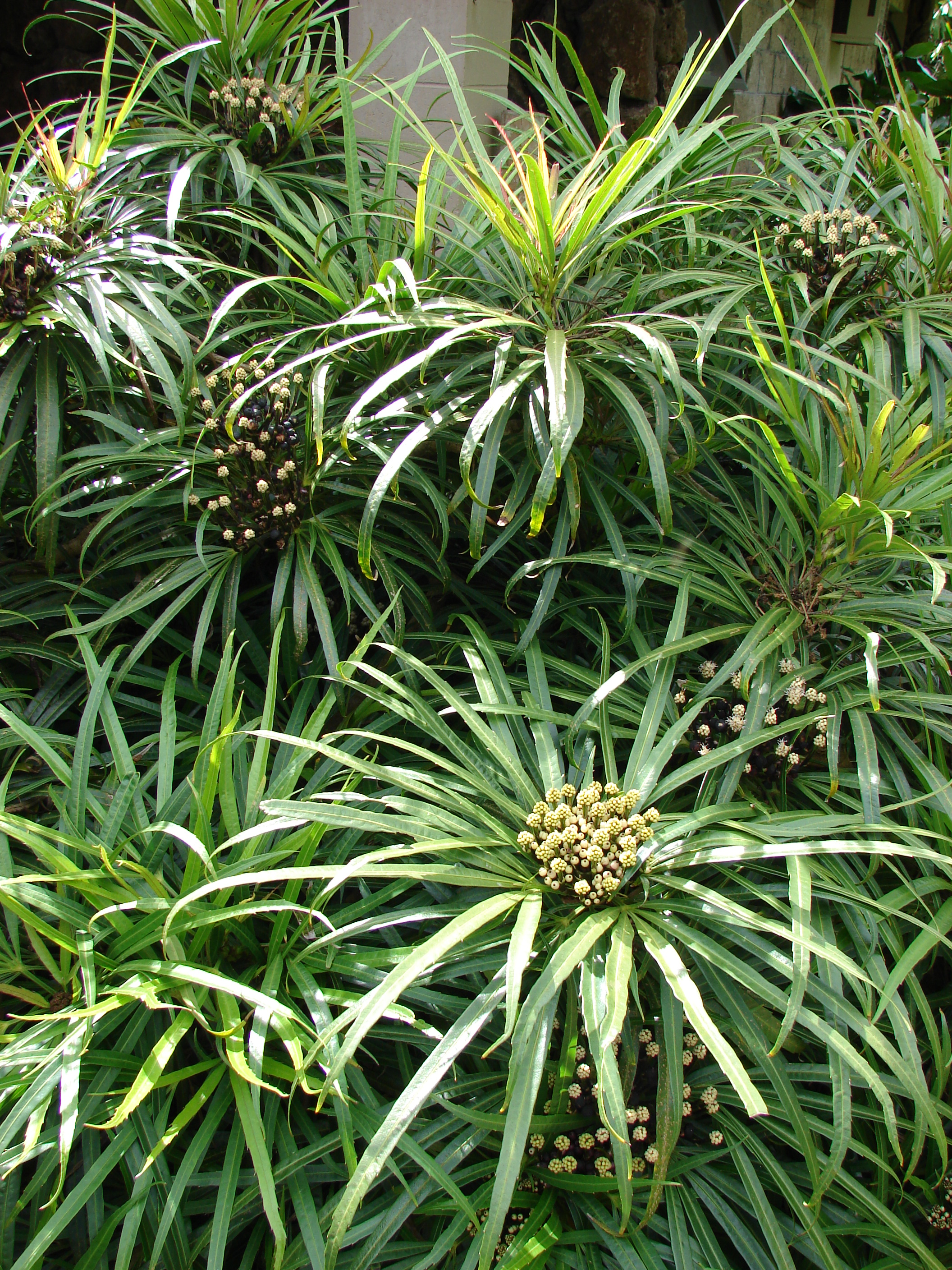
Osmoxylon lineare